# Чажайский лесоучасток
Чажа́йский лесоуча́сток — деревня в Глазовском районе Удмуртии, в составе Верхнебогатырского сельского поселения.

## География
Улицы деревни: Зюзикова, Комсомольская, Лесная, Мира, Молодёжная, Набережная 1-я, Набережная 2-я, Новая, Школьная.

## Население
| 2010 | 2012 |
| ---- | ---- |
| 203  | →203 |

Численность постоянного населения деревни составляет 399 человек (2007).